# Глобальный договор ООН
Глобальный договор ООН (англ. United Nations Global Compact) — инициатива ООН, направленная на поощрение социальной ответственности бизнеса и предоставлении отчётов об осуществлении такой политики.
Глобальный договор ООН декларирует десять принципов в области прав человека, трудовых отношений, охраны окружающей среды и борьбы с коррупцией. Помимо бизнес-компаний к Глобальному договору могут присоединиться и города в рамках Программы ООН развития городов.
Глобальный договор ООН является самой большой в мире инициативой корпоративной социальной ответственности. По состоянию на февраль 2017 года к Глобальному договору присоединилось более 9200 компаний и организаций из 166 стран мира.
Договор преследует две цели:
- Сделать свои десять принципов главенствующими в предпринимательской деятельности во всём мире.
- Активизировать действия в поддержку более глобальных целей ООН, таких как цели развития тысячелетия (ЦРТ) и цели устойчивого развития (ЦУР)[1].

О создании Глобального договора ООН объявил тогдашний Генеральный секретарь ООН Кофи Аннан в своём выступлении на Всемирном экономическом форуме 31 января 1999 года и был официально запущен в штаб-квартире ООН в Нью-Йорке 26 июля 2000.
Для того, чтобы компания считалась присоединившейся к Глобальному договору ООН достаточно ежегодно посылать в ООН подтверждение своего желания такого присоединения. Ответственности за нарушение взятых обязательств не предусмотрено.

## Десять принципов
Сутью Глобального договора является добровольное обязательство придерживаться ряда принципов, в основе которых Всеобщая декларация прав человека, Декларация основополагающих прав и принципов в сфере труда Международной организации труда, Декларация по окружающей среде и развитию (Рио-де-Жанейро, 1992 год).
Права человека
- Принцип 1: Коммерческие компании должны обеспечивать и уважать защиту прав человека, провозглашенных на международном уровне.
- Принцип 2: Коммерческие компании должны обеспечивать, чтобы их собственная деятельность не способствовала нарушению прав человека.

Стандарты работы
- Принцип 3: Коммерческие компании должны поддерживать свободу собраний и реальное признание права на заключение коллективных договоров.
- Принцип 4: Коммерческие компании должны способствовать искоренению обязательного или принудительного труда.
- Принцип 5: Коммерческие компании должны способствовать искоренению детского труда.
- Принцип 6: Коммерческие компании должны способствовать искоренению дискриминации в сфере труда и занятости.

Окружающая среда
- Принцип 7: Коммерческие компании должны придерживаться осторожных подходов к экологическим проблемам.
- Принцип 8: Коммерческие компании должны инициировать распространение экологической ответственности.
- Принцип 9: Коммерческие компании должны стимулировать развитие и распространение экологически безопасных технологий.

Противодействие коррупции
- Принцип 10: Коммерческие компании должны противодействовать любым формам коррупции, включая вымогательство и взяточничество.

Глобальный договор ООН первоначально содержал девять принципов. 24 июня 2004 года в ходе первого саммита в рамках Глобального договора, Кофи Аннан объявил о добавлении десятого принципа по борьбе с коррупцией в соответствии с Конвенцией ООН против коррупции, принятой в 2003 году.

## Глобальный договор в России
Глобальный договор ООН в России представлен Национальной сетью Глобального договора ООН, которую составляют:
- штаб-квартира инициативы в России, официально уполномоченная главным офисом Глобального договора ООН;
- ассоциация «Национальная сеть участников Глобального договора по внедрению в деловую практику принципов ответственного ведения бизнеса» («Национальная сеть Глобального договора») — основанная на добровольном членстве некоммерческая корпоративная организация, учрежденная для представления и защиты общих интересов её членов;
- национальное сообщество российских участников Глобального договора ООН.

К Глобальному договору ООН присоединились более 50 крупных российских участников, таких как Внешэкономбанк, Северсталь, Роснефть, Русал, Норникель, РусГидро, АФК «Система», РЖД, Лукойл, Сахалин Энерджи, Полиметалл, Водоканал Санкт-Петербурга, Российский союз промышленников и предпринимателей и другие. Кроме того, в России работают несколько десятков представительств международных корпораций, которые также являются участниками Глобального договора ООН.

## Критика
Некоторые критики считают, что Глобальный договор не удерживает корпорации в рамках социальной ответственности, так как не содержит в себе каких-либо эффективных мер по контролю соблюдения. Они утверждают, что компании могут неправильно использовать Глобальный договор лишь в качестве инструмента собственной социальной рекламы. Показательным является письмо одного из племён индейцев в Парагвае, в котором они «обеспокоены и разочарованы» из-за включения в Глобальный договор скандальной бразильской скотоводческой компании. Компания «Yaguarete Porá» была обвинена и оштрафована за незаконные вырубки лесов этого индейского племени и за сокрытие доказательств. Индейцы требовали исключить компанию из списка участников Глобального договора.
Также ряд авторов считают, что Глобальный договор может служить для увеличения корпоративного влияния на международные организации. С этих же позиций подвергла критике Глобальный договор Мод Барлоу (англ. Maude Barlow), старший советник по вопросам водных ресурсов, в письме на имя Председателя Генеральной Ассамблеи Организации Объединенных Наций в декабре 2008 года. Аналогичные мнения высказывали и другие сотрудники различных структур ООН.